# 1988 a vasúti közlekedésben
Ez a szócikk a 1988-ban történt vasúti eseményeket mutatja be.

## Események a világban
- Március 13. – Megnyílt a Szeikan-alagút Japánban
- Július 27. - A párizsi Gare de Lyon-i vasútállomásnál egy érkező vonat belerohan egy várakozó vonatba. A tragédiában 56-an vesztették életüket, és több mint 60-an megsérültek.[1]

## Események Magyarországon
- Május 29. – Budapest és Bécs között megindul az EuroCity közlekedés. Az első Eurocity a Lehár EC. Ezzel a MÁV a szocialista országok közül elsőként kapcsolódik az EC hálózathoz[2]